# Dactylia elegans
Dactylia elegans är en svampdjursart som först beskrevs av Lendenfeld 1888.  Dactylia elegans ingår i släktet Dactylia och familjen Callyspongiidae. Inga underarter finns listade i Catalogue of Life.